# Dietrich Morrien (Drost)
Dietrich Morrien (* im 15. Jahrhundert; † im 16. Jahrhundert) war Drost des Amtes Cloppenburg und Vertrauter des Bischofs von Münster.

## Leben

### Herkunft und Familie
Dietrich Morrien entstammte dem westfälischen Adelsgeschlecht Morrien, das im Mittelalter und in der frühen Neuzeit eine der führenden Familien im Ritterstand war und von 1350 bis 1691 das Amt des Erbmarschalls im Hochstift Münster innehatte. Er war der Sohn des Erbmarschalls Sander Morrien und dessen Gemahlin Frederun Wolff zu Lüdinghausen. Seine Brüder waren der Erbmarschall Gerhard, der Dompropst Alexander und der Domherr Johann. Seine Schwester Margarethe war mit Walter von Münster zu Horstmar verheiratet. Sie zählen zu den Vorfahren der niederländischen Prinzen Willern Alexander, Johann Friso und Constantijn.

### Wirken
Im Jahre 1521 heiratete Dietrich die Erbtochter Anna von Valcke zu Rockel. So kam er in den Besitz des Falkenhofes in Rheine, den er, wie auch den von seiner Großmutter Margarethe von Borghorst geerbten Hof in Horstmar, gründlich renovieren ließ. Sein Sohn Dietrich wurde der Stifter der protestantischen Linie der Familie. Sein Sohn Bernhard war Dompropst in Münster.
Dietrich war als Vertreter des Bischofs von März 1526 bis März 1527 bei den Verhandlungen über die Festlegung der Grenze gegenüber Osnabrück zwischen Essen und Quakenbrück beteiligt. Am 30. Juli 1528 wirkte er als Amtmann zu Cloppenburg bei der Regelung der dortigen Markenrechte mit. Er stand dem Bischof Friedrich treu zur Seite. So streckte er ihm 550 Goldgulden vor. 1531 wurde Dietrich zum Drosten des Amtes Cloppenburg bestallt. Zwei Jahre später verpfändete ihm der Bischof seine Burg Ottenstein. Diese blieb dann bis in die Zeit des Fürstbischofs Christoph Bernhard von Galen im Besitz der Familie.